# نقد داخلي
الناقد الداخلي أو الصوت الداخلي هو مفهوم يستخدم في علم النفس الشعبي والعلاج النفسي ويشير إلى شخصية فرعية تحاسب الشخص وتحط من قدره. 
وهذا المفهوم مشابه إلى حد كبير لمفهوم الأنا العليا الكابح للرقابة لدى العالم فرويد (Sigismund Freud)، ومفهوم المقوم الذكوري السلبي عند الإناث لدى العالم جانغ (Carl Jung). 
الناقد الداخلي عادة ما يكون بمثابة صوت داخلي يهاجم الشخص قائلا له أنه سيئ أو مخطئ أو غير مؤهل أو لا قيمة له أو مذنب الخ.

## الخصائص
غالبا ما يثير الناقد الداخلي مشاعر كالإحساس بالعار والنقص وانخفاض تقدير الذات والاكتئاب. وقد يشكك الإنسان بنفسه ويقوض ثقته بها.
ومن الشائع أن يكون لدى الناس ناقد داخلي صارم مما يشعرهم بالعجز والضعف. 
وقد أشار نيفيل سيمينجتون (Neville Symington) إلى أن وجود مثل هذا الكائن الداخلي القاسي ملحوظ بشكل خاص في حالات النرجسية. كما قام كل من جاي ايريلي (Jay Earley) وبوني وايس (BonnieWeiss)
```
بوصف سبعة أنواع من الناقد الداخلي: الكمالي، المراقب، المتحكم الداخلي، العالق بالإحساس بالذنب، المدمر، المؤذي، المقولب.
```

## مساعدة الذات
هناك العديد من كتب مساعدة الذات التي تتعامل مع النقد الداخلي، ويطلق بعض الناس مصطلحات مختلفة إشارةً للنقد الداخلي، مثل القاضي الداخلي أو العفريت الداخلي، وهناك طريقتان رئيسيتان للتعامل مع النقد الداخلي، وهي كالتالي:
1- عامل النقد الداخلي كالعدو، بالتجاهل والنبذ والمحاربة ومحاولة التغلب عليه، وقد اوصى بهذه الطريقة بايرون براون (Byron Brown) بناءً على دايمود أبروتش (Diamond Approach) التي نهجها روبرت دبليو فريستون وزملاؤه في دراسهم نهج العلاج الصوتي (Voice Therapy)، وأيضًا بناءً على ما ذكره ريك كارسون في كتابه روض عفريتك (Taming Your Gremlin).
2- عامل النقد الداخلي كالحليف، بمصادقته ومحاولة تغييره، وقد أوصى بهذه الطريقة هال ستون وسدرة ستون وقد بنياها عن نظرية الحوار الصوتي (Voice Dialogue) لإيرلي وويس (Earley and Weiss) المبنية عن نظرية علاج نظام العائلة الداخلي التي وضعها آن ويسر كورنيل (Ann Weiser Cornell) المبنيه على نظرية التركيز على العلاقة الداخلية والحوار (Inner Relationship Focusing) التي وضعها تسولتريم أليون (Tsultrim Allione) المبنية على نظرية البوذية التبتية (Tibetan Buddhism). وقد اتبعت بات ألين (Pat Allen) هذه الطريقة في كتابها الفن هو وسيلة للمعرفة (Art Is a Way of Knowing)، وقد اعتبرت كل هذه الدراسات النقد الداخلي كمحاولة لمساعدة الشخص وحمايته ولكن بطريقة خفية ومشوههة وغيرمناسبة، ويمكن بهذه الطريقة تفهم الناقد وتحويله لاحقا إلى حليف نافع.
ويشير بعض المعالجين النفسيين إلى أن أيا من هذين النهجين قد يكون مناسبا ويعتمد هذا على الكيفية التي يظهر بها الناقد الداخلي. وإذا كان الناقد الداخلي حادا ومستعصٍ، فالنهج الودي المهتم بمخاوف الناقد الداخلي قد يكون مفيدا؛ أما إذا كان الناقد الداخلي ليس حادا، قد يكون من الأنسب تجاهله بلطف والاتصال مع «التجربة العضوية المكبوتة».
وقد ناقش روبرت فريستون (Robert W. Firestone) وليزا فريستون (Lisa Firestone)، في كتابهما (اقهر صوتك الداخلي الناقد)، كيف يبدو أن الصوت الداخلي في كثير من الأحيان يحمينا من التعرض للأذى أو الشعور بأننا منبوذين، بينما في الواقع هو ما يعزز شعورنا بالعار والذنب، وتخريب علاقاتنا العاطفية، ويؤدي إلى سلوكيات تدمير الذات. ويقدم كتابهم طريقة للتخلص من الصوت الداخلي الناقد من أجل تحويل الانتقادات الذاتية إلى تعبيرات يمكن تقييمها بموضوعية. 
ويعتبر التأمل أو ممارسة التنبيه الذهني أحد الاستراتيجيات الفعالة للتعامل مع الآثار السلبية للأفكار الانتقادية.

## أمثلة ادبية
فيرجينا وولف (Virginia Wolf) اعتبرت أن جميع الكتب «محاطة بدائرة رقابة غير مرئيّة...[ من] عاتبنا». حيث قامت بتسمية إحدى الشخصيات الرئيسة «ملاك في المنزل، The Angel in the House»، صوت أنثوي يخبرها بأن تصبح أقل عدائية من أجل إرضاء الرجال؛ وشخصية أخرى هي «روح العمر، The Spirit of the Age»، تتحدث عن ذكوري كبير في السن صوته كصوت ضابط الجمارك يفتش كتابتها من أجل تهريبها.